# Национална иракска информационна агенция
Националната иракска информационна агенция (на арабски: الوكالة الوطنية العراقية للأنباء, с абревиатура на латиница: NINA) е първата независима информационна агенция в Ирак след войната в Ирак през 2003 г. Основана е през 2005 г. Тя е информационен канал, предимно базиран в интернет, като агенцията планира да предложи WiFi платформа в близкото бъдеще. Седалището ѝ е разположено в квартал Садун в Багдад, където има 15 служители. Разполага с кореспонденти във всичките 18 провинции на Ирак.